# ザムグ
ザムグ（Zamug）は、古代メソポタミア、キシュ第1王朝の王。
シュメール王名表によると、キシュ第1王朝（紀元前2900年頃以降）の18代目の王でありバーサル・ヌナの息子。